# سكوت ستيفن
سكوت ستيفن (بالإنجليزية: Scott Stephen) هو لاعب كرة قدم أمريكية أمريكي، ولد في 18 يونيو 1964 في لوس أنجلوس في الولايات المتحدة.

## وصلات خارجية
- سكوت ستيفن على موقع مرجع كرة القدم المحترفة.كوم (الإنجليزية)